# Pampusana
Genre
Pampusana est un genre d'oiseaux de la famille des Colombidés comprenant des espèces auparavant classées dans le genre Gallicolumba.

## Liste des espèces
Selon la classification de référence du Congrès ornithologique international (version 15.1, 2025) :
- Pampusana hoedtii (Schlegel, 1871) — Gallicolombe de Wetar
- Pampusana jobiensis (Meyer, AB, 1875) — Gallicolombe de Jobi
- Pampusana kubaryi (Finsch, 1880) — Gallicolombe de Kubary
- Pampusana erythropterus (Gmelin, 1789) — Gallicolombe érythroptère
- Pampusana xanthonurus (Temminck, 1823) — Gallicolombe pampusane
- Pampusana norfolkensis (Forshaw, 2015) — Gallicolombe de Norfolk †
- Pampusana stairi (Gray, GR, 1856) — Gallicolombe de Stair
- Pampusana sanctaecrucis (Mayr, 1935) — Gallicolombe de Santa Cruz
- Pampusana ferrugineus (Forster, 1844) — Gallicolombe de Tanna †
- Pampusana salamonis (Ramsay, 1882) — Gallicolombe des Salomon †
- Pampusana rubescens (Vieillot, 1818) — Gallicolombe des Marquises
- Pampusana beccarii (Salvadori, 1876) — Gallicolombe de Beccari
- Pampusana canifrons (Hartlaub & Finsch, 1872) — Gallicolombe des Palau